# متلازمة اعتلال الأعصاب الحسية الترنحية
يعد متلازمة اعتلال الأعصاب الحسية الترنحية، عسر الكلام وشلل في عضلات العين هي مرض وراثي نادرُُ جدًا يتسم بتشوهات في العين والأعصاب.

## العلامات والأعراض
يتسم هذا الاعتلال بثلاثة أعراض تبدأ في مرحلة البلوغ وتتكون من: اعتلال الأعصاب الحسية الترنحية، عسر في الكلام، وشلل في عضلات العين. غالبًا ما يكشف التصوير بالرنين المغناطيسي عن تشوهات في المادة البيضاء بالدماغ واعتلالات في منطقة المهاد أسفل الدماغ على الجهتين. قد تحدث أعراض أخرى مثل اعتلال عضلي شامل وصرع وصمم.

## المسببات
تحدث المتلازمة بسبب طفرة جسمية متنحية في جين POLG.

## علم الأوبئة
وفقًا للوراثة المندلية البشرية عبر الإنترنت، تم ذكر مايقرب من 29 حالة في المصادر الطبية. معظم هذه الحالات المسجلة كانت من أوروبا.